# ZIS-101
El ZIS-101 era una limusina producida por la empresa soviética ZiS (más tarde ZiL; Zavod imeni Likhacheva) entre 1936 y 1941.

## Características
El modelo que era de siete plazas, estaba equipado con un motor de 5.766 cc y 90 CV (67 kW) de potencia, alcanzando una velocidad máxima de 115 km/h (71 mph). Poseía una caja de cambios automática de 3 velocidades y convertidor de par.
El vehículo estaba inspirado en un modelo estadounidense de la época: el Packard.

## Variantes
Como nueva versión, se produjo el modelo 101-A que había aumentado su potencia hasta los 110 CV (82 kW) y que alcanzaba los 130 km/h (81 mph).
En 1939 también se fabricó una versión Sport de 2 asientos, diseñada por Valentin Nikolaevich Rostkov a la que se denominó "101 Sport". El motor era el mismo que el 101-A, pero con 141 CV (105 kW) de potencia y que llegaba a alcanzar una velocidad máxima de 162 km/h (101 mph), aunque el diario soviético Pravda aseguraba que alcanzaba los 170-180 km/h. De esta versión se hicieron únicamente 2 ejemplares.

## Fin de la producción
La producción terminó en 1941 después de haberse producido la cantidad de 8.752 unidades y fue sustituido por el modelo ZIS-110.